# Estat Lliure (Sud-àfrica)
L'Estat Lliure és una de les províncies de la nova Sud-àfrica. Ocupa el territori de l'antic Estat Lliure d'Orange, que es convertí en la Colònia del riu Orange, i engloba l'antic bantustan de QwaQwa. La capital és Bloemfontein, que és alhora la capital judicial de Sud-àfrica i la ciutat més gran de la província.
El 9 de juny de 1995 es canvià el nom d'Estat Lliure d'Orange pel d'Estat Lliure. Els límits administratius actuals daten del 1994, quan els bantustans foren abolits i incorporats dins les províncies de Sud-àfrica.
L'Estat Lliure està situat als altiplans del cor de la República de Sud-àfrica. El sòl és ric i el clima és adequat per a les activitats agrícoles. Dins l'estat sud-africà, l'Estat Lliure és conegut com el South Africa's bread basket, el "cistell del pa de Sud-àfrica", atès que els més de 30.000 agricultors de la província produeixen vers el 70% dels cereals de la república. Semblantment té algunes de les mines d'or i diamants més productives del món.

## Districtes municipals

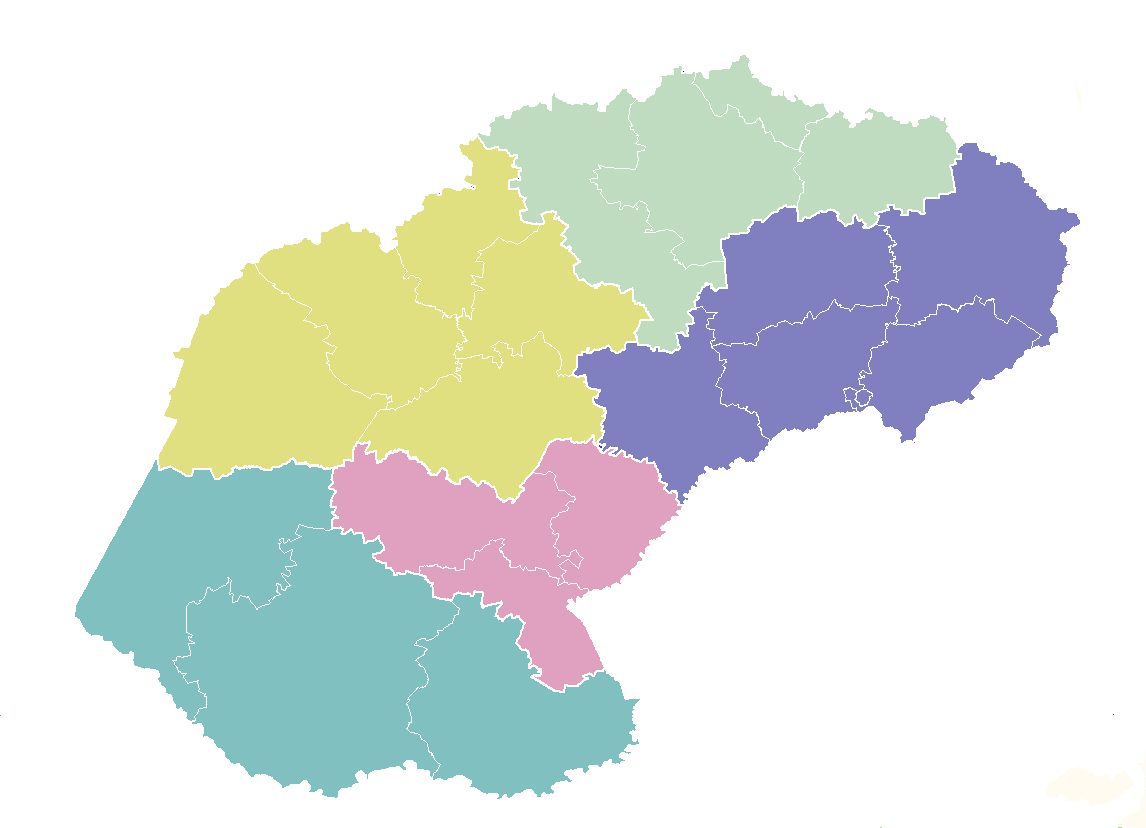
Municipis de l'Estat Lliure

L'Estat Lliure es divideix en 5 districtes, subdividits en 3-5 municipis locals, que sumen un total de 20 entitats locals.
Els cinc districtes són:
- Northern Free State al nord (verd clar)
- Thabo Mofutsanyane a l'est (lila)
- Motheo al sud-est (rosa)
- Xhariep al sud (turquesa)
- Lejweleputswa al nord-oest (groc)